# Плавучий кран

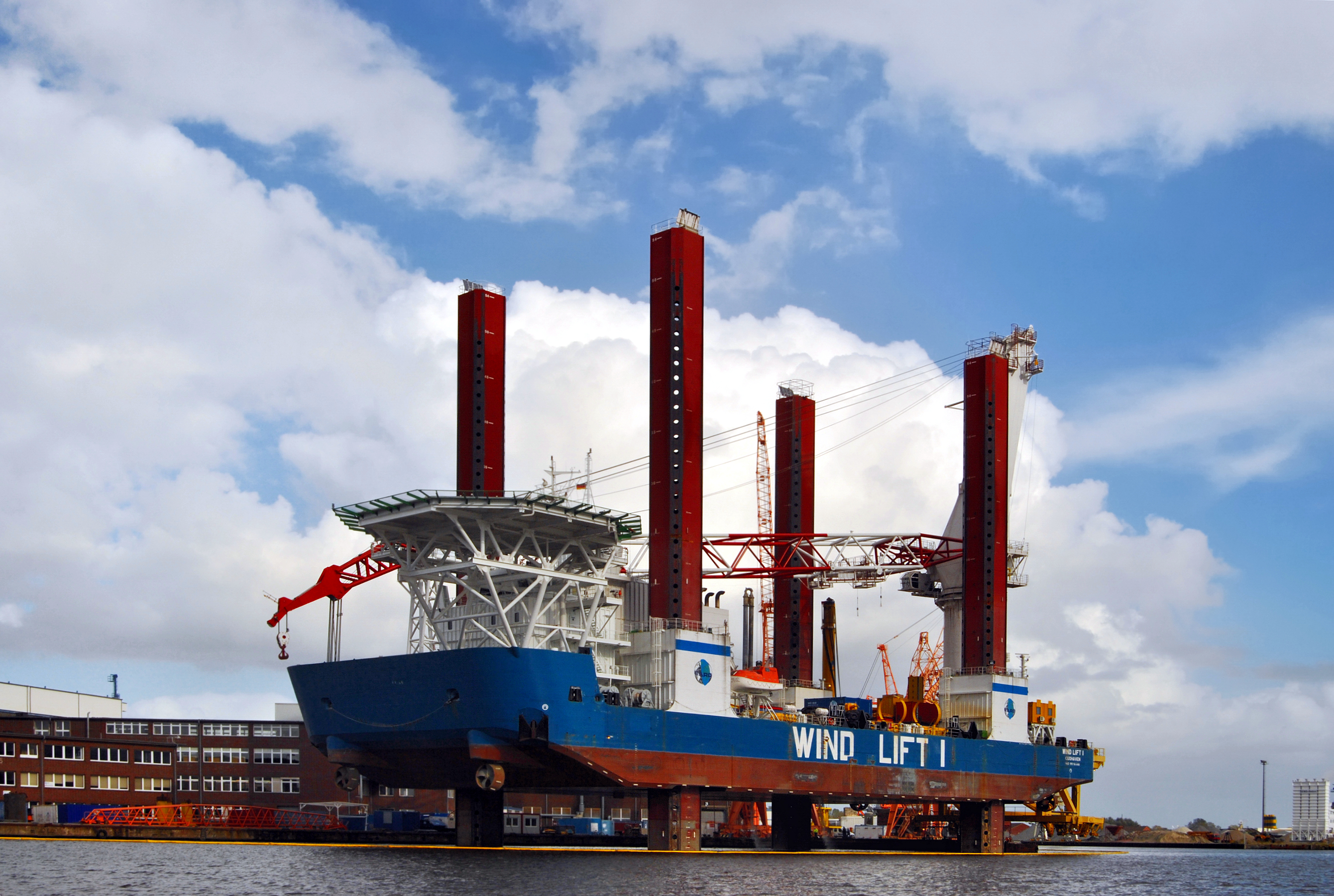
Wind Lift I у гавані Емдену, Німеччина

Плавучий кран — це судно з краном, що призначене для підйому важких вантажів. Найбільші кранові судна використовують для будівництва споруд у морі. Крани можуть нести судна традиційної конструкції, але найбільші плавучі крани — це катамарани або судна, здатні частково занурюватись для підвищення власної стабільності.

## Історія
У Середньовічній Європі судна, обладнанні кранами, які могли переміщатися по акваторії порту, з'явилися на початку 14 століття.
У епоху вітрил блокшиви широко використовували для встановлення кранів. Одним з головних завдань цих кранів було встановлення чи зняття щогл вітрильників.   

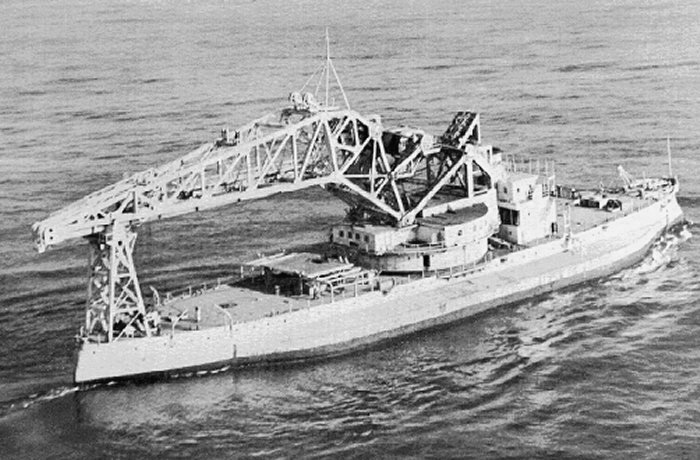
«Кірсардж» як Crane Ship No. 1

У 1920, побудований у 1898 році пре-дредноут «Кірсардж» був перетворений на плавучий кран, спроможний підіймати вантаж у 250 тон. Він був перейменований на Crane Ship No. 1. Відповідний плавучий кран використовували, зокрема, для встановлення гармат на лінкори.
Найбільший плавучий кран у світі - Sleipnir.

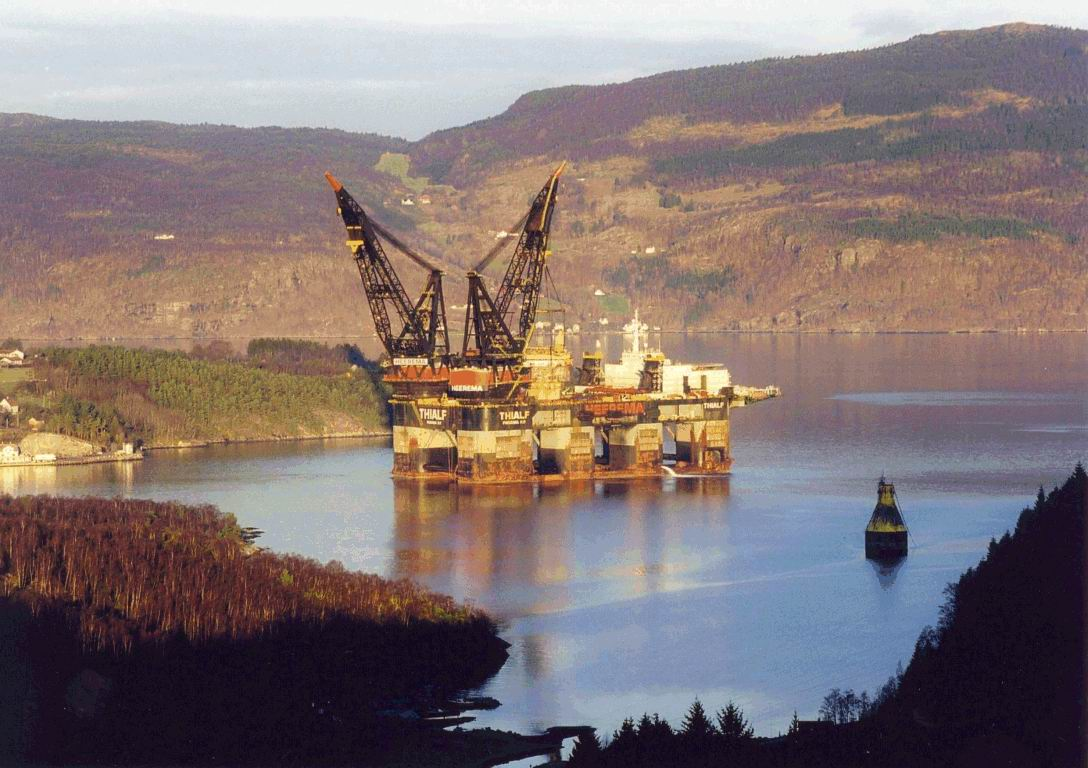
SSCV Thialf у норвезькому фіорді

### Рекорди підйому вантажів
Найбільший вантаж одномоментно було піднято у 2000 плавучим краном Thialf — 11 883 тонни. Цей рекорд був побитий іншим плавучим краном Saipem 7000, який у  жовтні 2004  підняв 12 150 тон.